# جیرجیرک‌های بیشه
جیرجیرک‌های بیشه (نام علمی: Tettigoniidae) نام یک تیره از زیرراسته شمشیرک‌داران است.

## نگارخانه

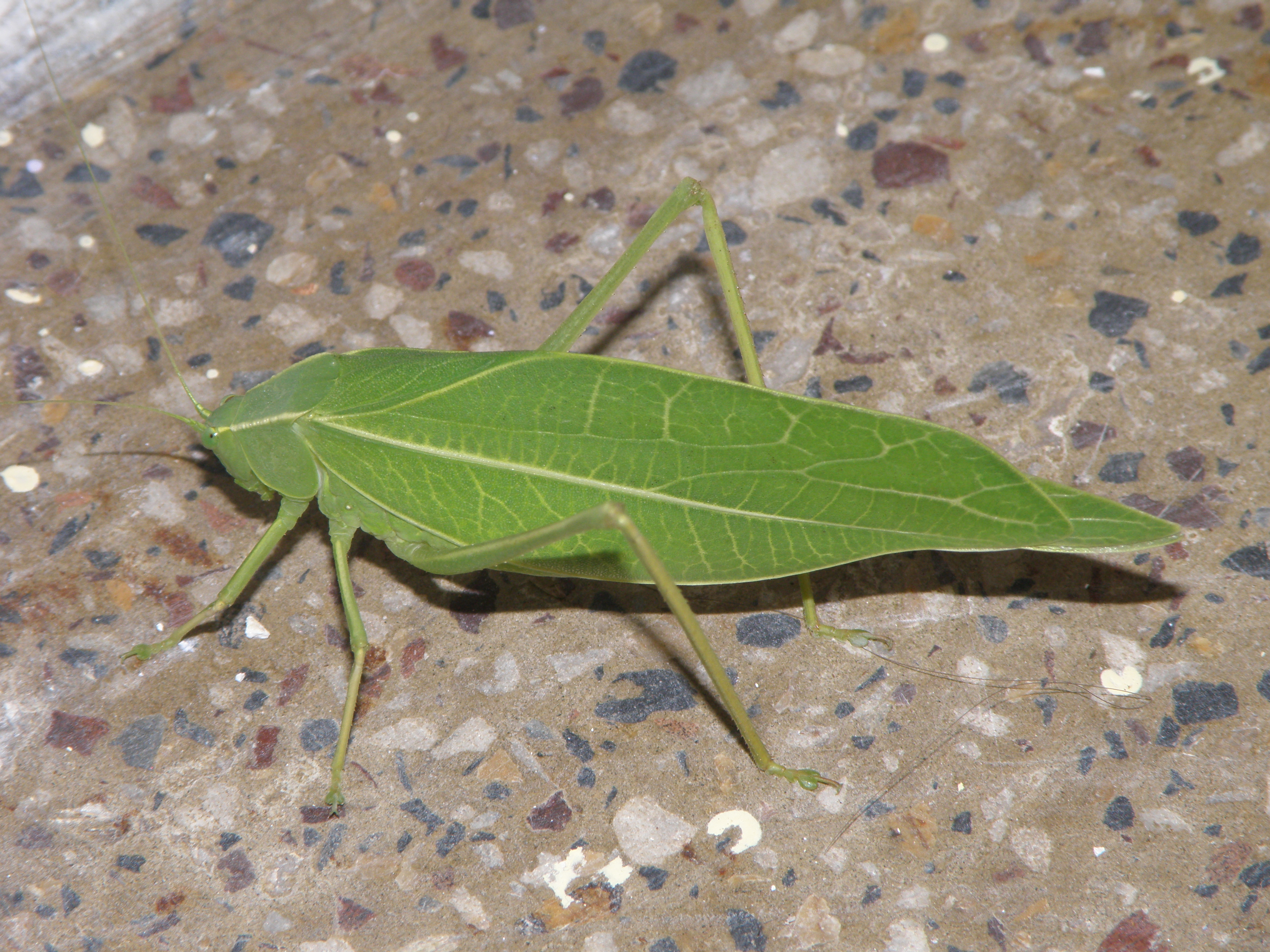
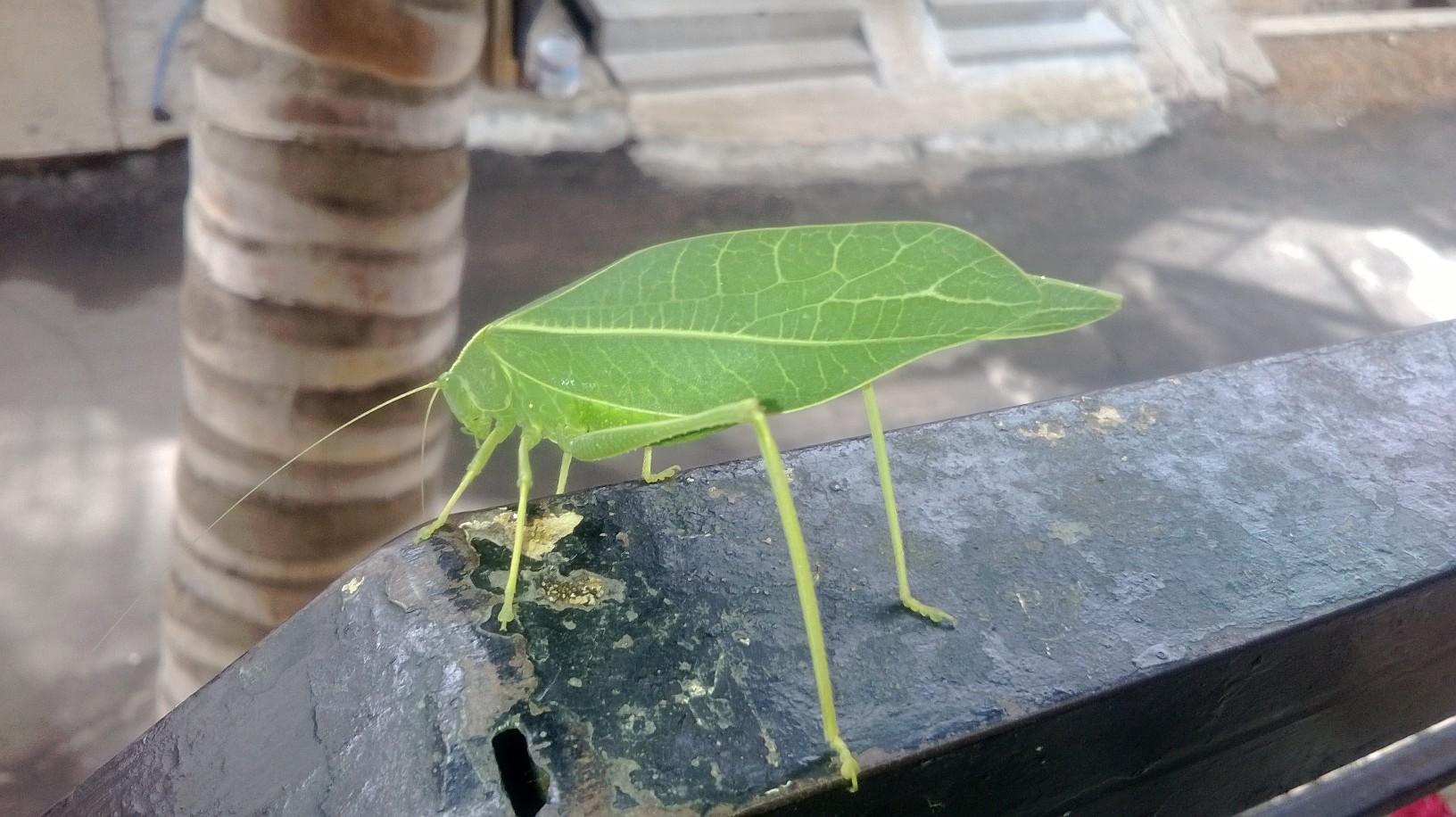
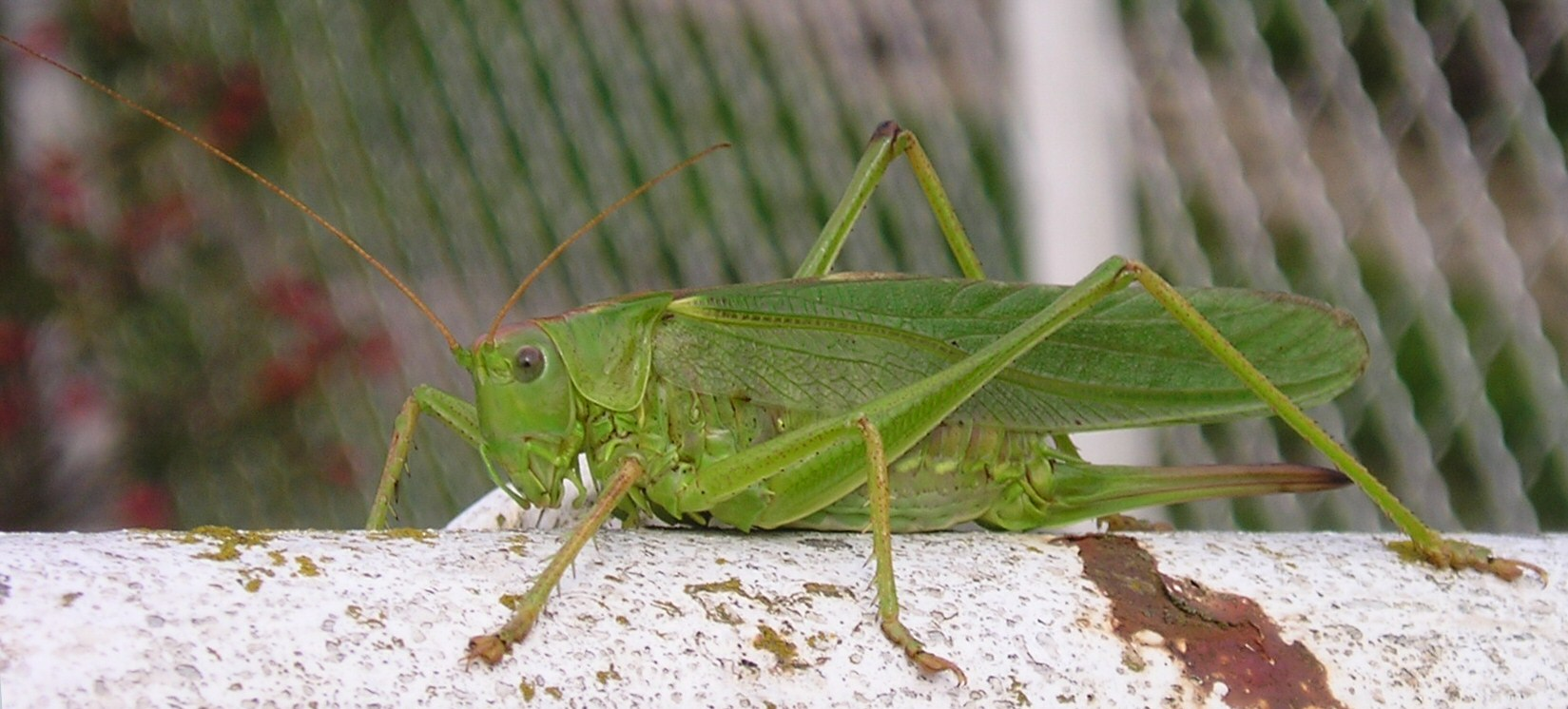
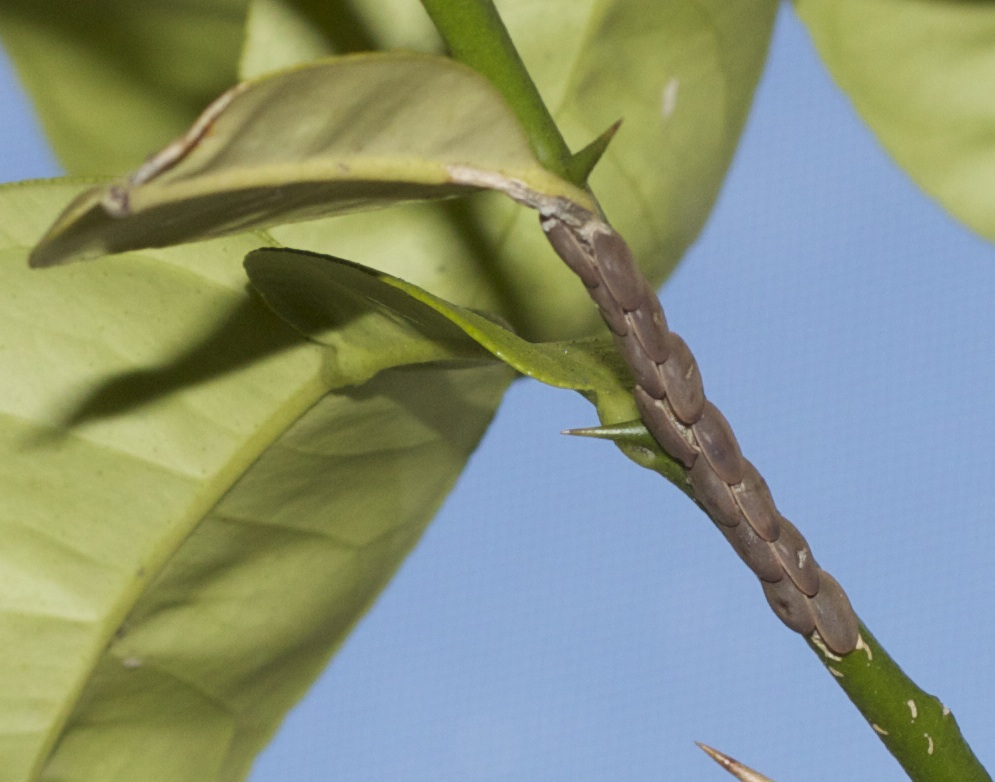
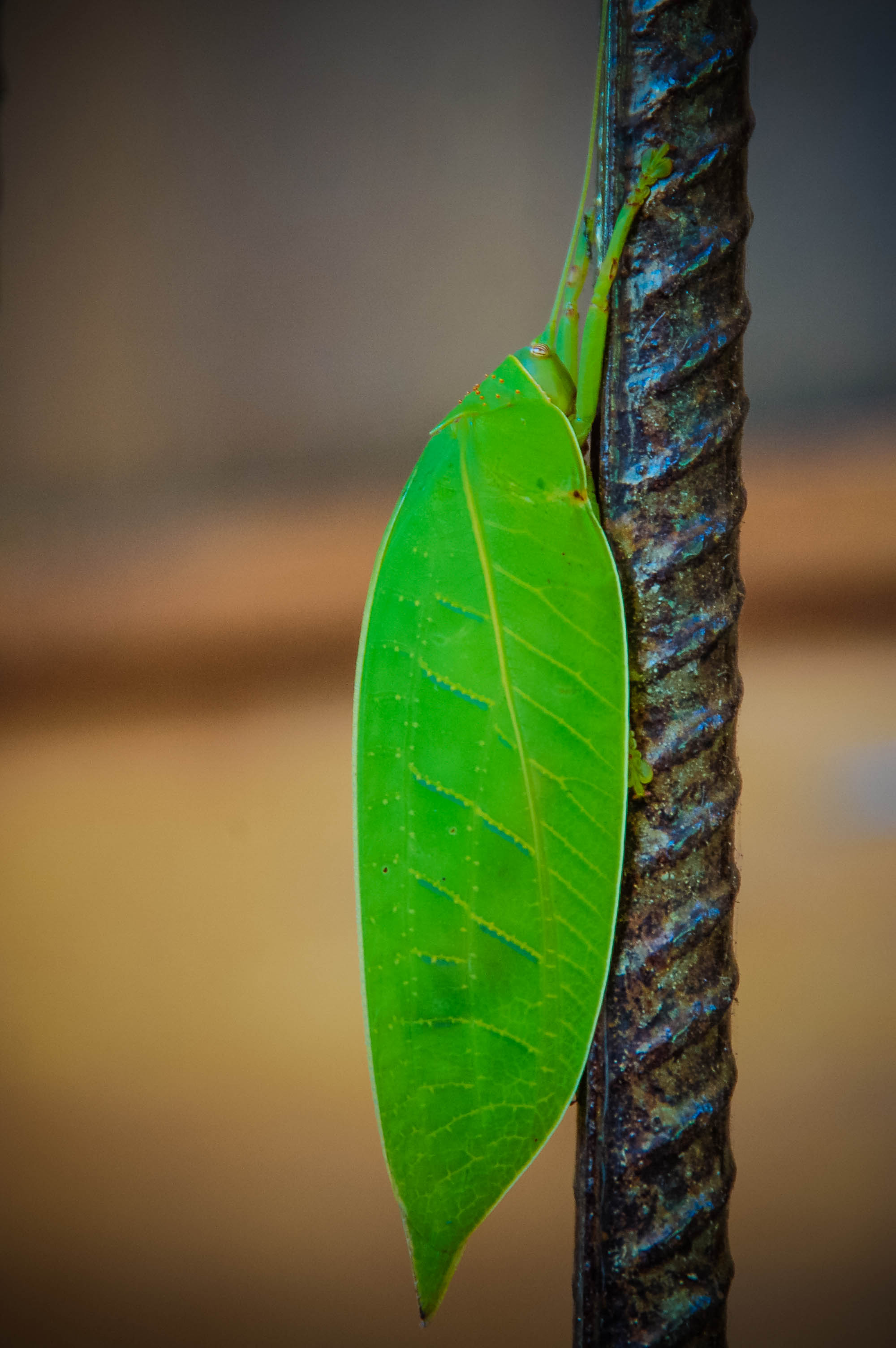
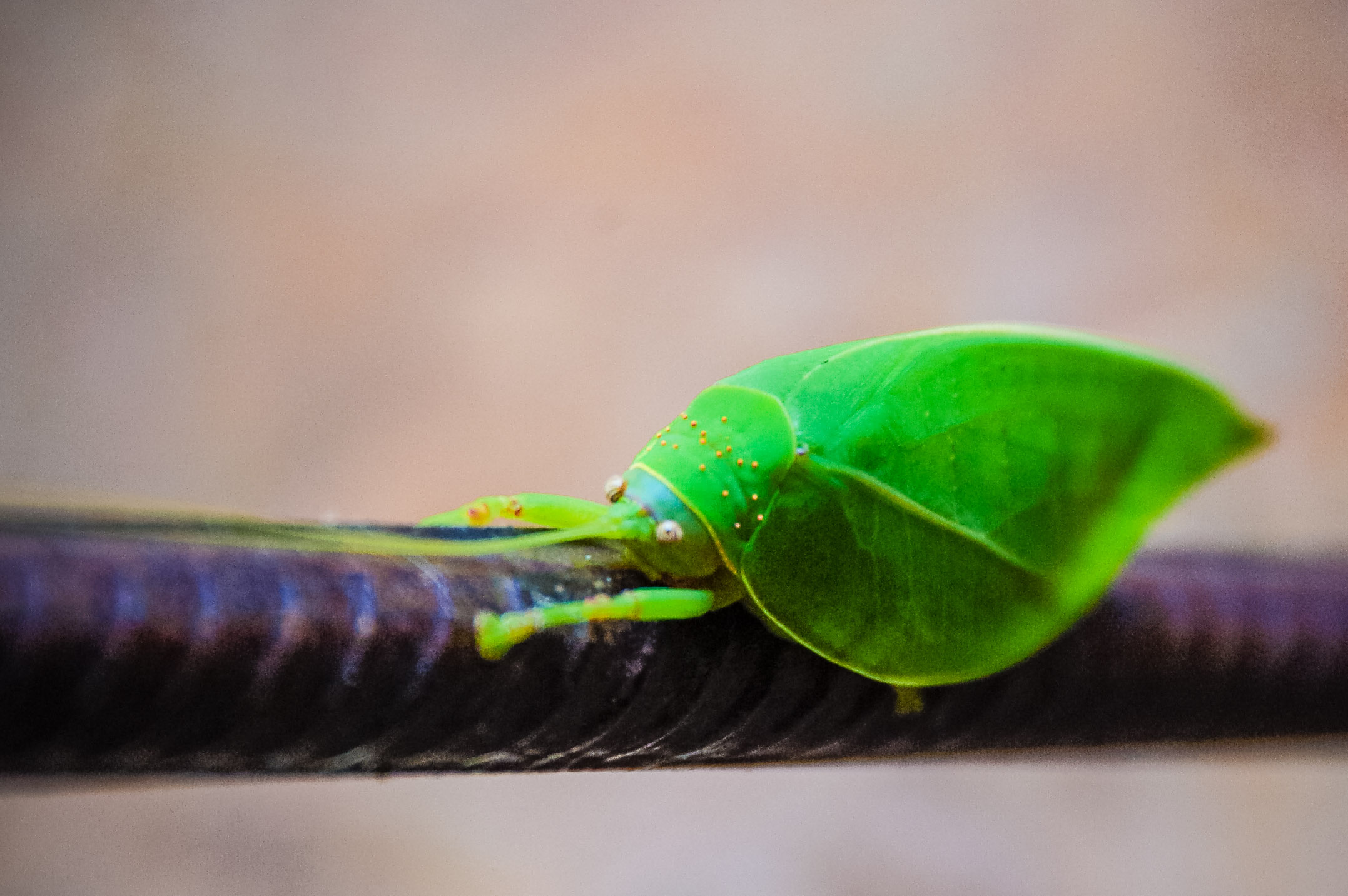
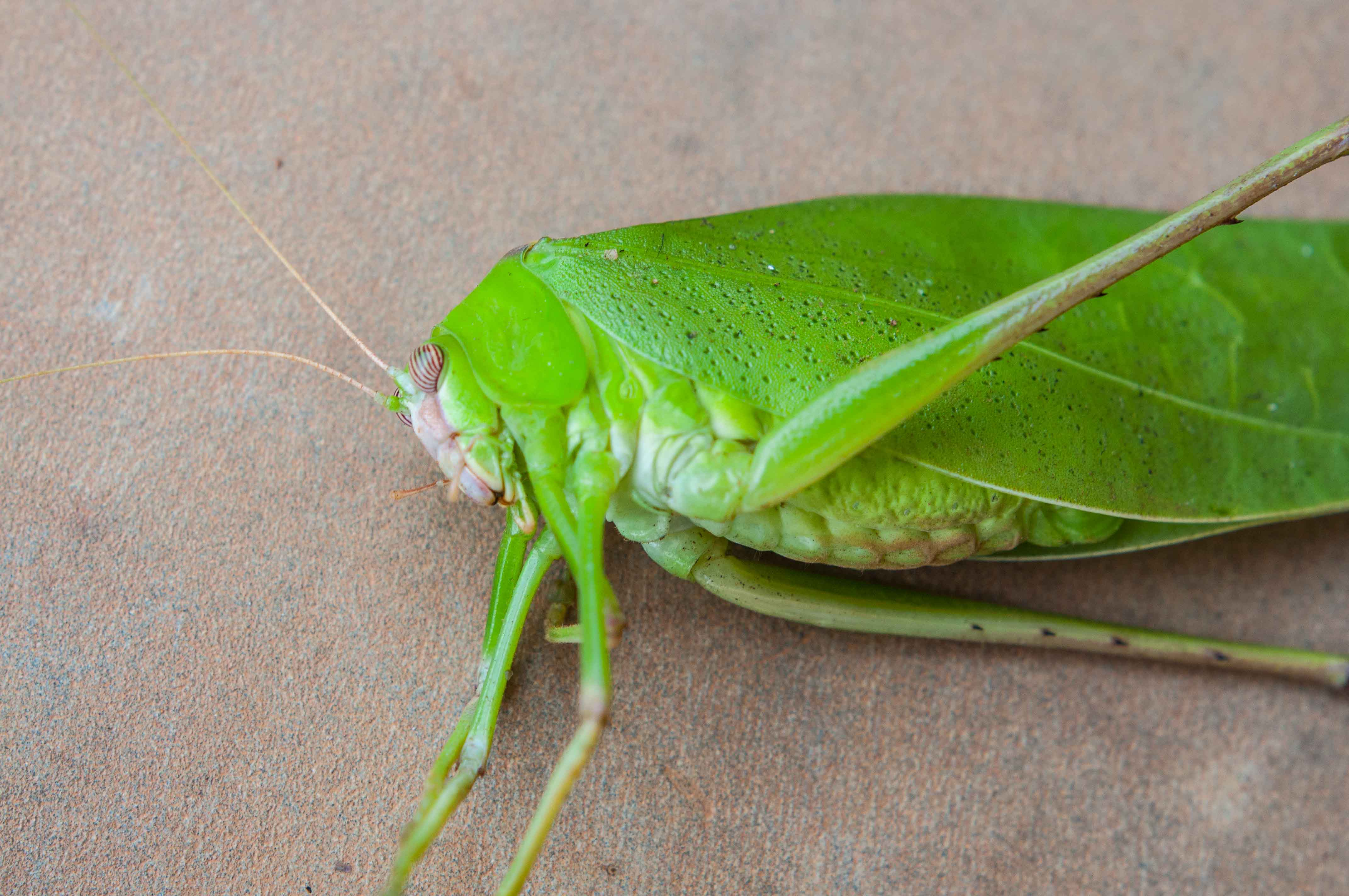
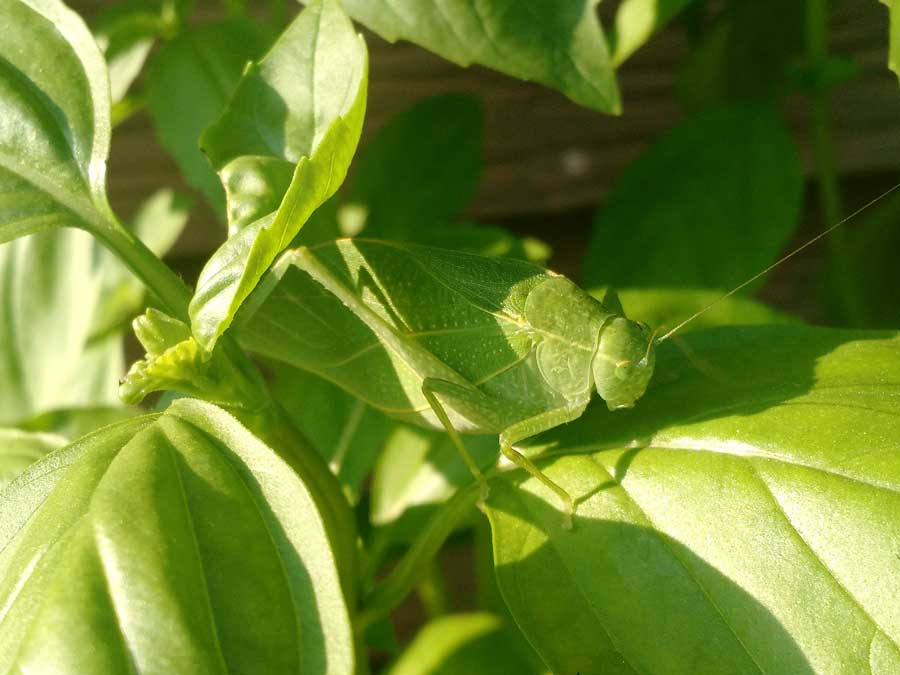